# Château de La Pommeraye (Agonges)
Pour les articles homonymes, voir Château de La Pommeraye (homonymie).
Le château de La Pommeraye est un édifice situé sur à Agonges, en France.

## Localisation
Le château de La Pommeraye est situé sur le territoire de la commune d'Agonges, dans le département de l'Allier, en région Auvergne-Rhône-Alpes.

## Description
Le château de La Pommeraye, de forme rectangulaire est accosté de deux pavillons carrés en retour d’équerre, et de tours rondes à l’arrière. Il réunit les tours rondes du manoir du XVe siècle et le logis classique d'une gentilhommière de l'Ancien Régime.

## Historique
Le premier propriétaire connu du château est Simonnet de la Pomerie, en 1410, qui avoue tenir en fief, relevant de la châtellenie de Bourbon, le domaine de La Pomerie en la paroisse d’Agonges. Ensuite ce furent, entre autres, les familles de Laugère, Barbe, Feydeau, de La Celle, Le Borgne, puis le marquis Joseph de Beaucaire[réf. nécessaire].
Le château de La Pommeraye date du XVe siècle, il a fait l'objet de travaux au XVIIIe siècle. Au XIXe siècle, la famille Moulin, alors propriétaire, commanda à l’architecte Jean Bélisaire Moreau le remaniement de la façade sud.
L'ensemble du château, ainsi que les communs et le parc, a été inscrit aux monuments historiques le 3 décembre 2001.